# مرض أونتاريو ميناماتا
مرض أونتاريو ميناماتا هو مرض ذو أعراض عصبية ناجم عن تلوث شديد بالزئبق؛ حدث في مقاطعة أونتاريو الكندية عام 1970 وأصيب به أول مجتمعين من الأمة، الثانية منهما في شمال غرب أونتاريو وذلك بعد استهلاك الأسماك المحلية الملوثة بالزئبق أما الأولى فكانت في جنوب أونتاريو نتيجه تخزين غير قانوني لمخلفات صناعات كيماوية؛ وتم تسمية المرض باسم مينامات لأن الأعراض كانت مماثلة لحالات تم اكتشافها من قبل كانت مسمسة بشدة بواسطة الزئبق في مدينة ميناماتا في اليابان.

## مصدر التلوث الزئبقى

### أمم جراسى نارو ووايتدوج الأولى
في عام 1962 بدأت شركة درايدن للكيماويات تشغيل عملية الزراعة القلوية في درايدن وأونتاريو عن طريق استخدام خلايا الزئبق وأنتجت كلوريد الصوديوم والكلور الذي تم استخدامهما بكميات كبيرة لتبيض الأوراق أثناء الصناعة بالقرب من شركة دراديدن للأوراق وباب الورق وكلا الشركتين كانتا تابعتين للشركة البريطانية المتعددة الجنسيات ريـــد الدولية
أفرغت شركة درايدن للكيماويات مخلفاتها مباشرة في نهر وابجون الإنجليزي؛ وفي عام 1970 تم اكتشاف انتشار واتساع تلوث الزئبق في النهر، مما أدى إلى إغلاق مصائد الأسماك التجارية وبعض المنشآت السياحة. وفي 26 مارس 1970 أمرت حكومة أونتاريو المحلية مصنع درادين للصناعات الكيماوية بعدم التخلص من الزئبق في النهر، إلا أن الامر لم يضع اية قيود على انبعاثات الزئبق الصادرة من الشركة وتشير التقديرات أنه قد تم التخلص من أكثر من 9000 كيلو جرام من الزئبق بواسطة الشركة في نهر وابجون الإنجليزي بين عامي 1962 و 1970 واستمرت أنبعاثات الزئبق دون انقطاع إلى أن توقفت الشركة عن استخدام خلايا الزئبق في عملية صناعة الكلور الكلوى في أكتوبر من عام 1975 وتم إغلاق الشركة عام 1976.

### أمم سارنيا الأولى
أماجنانج، ويعرف أيضا بتشيواس سارنيا وتقع نهر سانت كلاير ودعاه السكان المحليين ب «الوادى الكيميائى» وأبتليت هذه الامه بالعديد من الاضطرات والتأثيرات الكيميائية، وتضمنت التسمم الزئيقى. ويذكر ان قداماء هذا المجتمع كانوا يجمعون الزئبق من مخلفات النفايات السامه المحلية والتخلص منها في المياه ثم بيع الزئبق في السوق السوداء.

## التأثيرات الصحية

### أمم جراسى نارو ووايتدوج الأولى
في أواخر الستينات بدءت معاناة سكان جراسى نارو ووايتدوج من التلوث الزئبقى. العديد من الأطباء اليابانين الذين اشتراكوا في دراسة المرض بمدينة ميناماتا باليابان سافروا إلى كندا للتحقق من التلوث الزئبقى لهذا القوم. وكانت معدل مستوى الزئبقى الدام أعلى 100 جزء من المليون في عدد كبير من الأشخاص وأعلى من 200 جزء من المليون عند الاخريين وشملت الاعراض اضطرابات حسيه مثل ضيق مجال الرؤية وضعف السمع وحركات عين غير طبيعية والرعاش والرنح (اختلال التوازن) والتلفظ (ضغف النطق في الحديث).

## الدعاوى القضائية والمستوطنات

### أمم جراسى نارو ووايتدوج الأولى
أمم«جراسى نارو» والأمم المجاورة لهم التي يصب عندهم اراضيهم، وهم أمم «واباسييمونج» (و عرفوا بعد ذلك بـ «مجتمع وايتدوج لفريق اسلنجتون للساليتيوكس» 'طلبوا التعويض عن خسارة وظائفهم ومصدر معيشتهم. وفي 26 مارس من عام 1982 ساهمت كندا بملغ 2.2 مليون دولار إلى وابسيمونج لبرامج التنمية الاقتصادية والاجتماعية والتعليمية. كما وقعت وابسيمونج تسوية مع أونتاريو في يناير 1983. وفي 27 يناير 1984 ساهمت كندا بملغ 4.4 مليون دولار إلى جراسى نارو للتمنية الاقتصادية وتمنية وتخطيط الخدمات الاجتماعية.
و في عام 1985 وقعت اتفاقية دبلوماسية تلزم الحكومة والشركتين (ريد المحدودة ومنتجات غابات البحيرات العظمى المحدودة) لدفع تعوضيات دفعه واحدة. وفي عام 1986 منعت حكومة جراسى نارو الكندية واسلنجتون الهندية تلوث الزئبق مطالبة بحل حاسم وحكومة أونتاريو الإنجليزية ونهر وابجون الملوث بالزئبق تسويه حاسمة سهلت إنشاء صندوق العجز لمعالجة التلوث ومقره كينورا، انتاريو. ودفعت الحكومة الفيدرالية وحكومة المقاطعات مبلغ 16.67 مليون دولار مثل الشركتين المتورطتين للتعويض ومساهمة كندا كانت 2.75 مليون دولار وضعت وزارة الزراعة جزءا من التعويض للأمم الأولى، (2 مليون دولار) في صندوق العجز (الموجود يمقاطعة أونتاريو وهي المسؤولة عن تجديد الرصيد عندما ينخفض عن مئه ألف دولار). وأتسم المجلس بالثقة وكذلك طريقة الفؤائد.
ومع ذلك، لم ير افراد المجتمع الا القليل من الأموال، وذلك بسبب وضع القيود على استخدامه، وأيضا بسبب البيروقرطية الشديدة المفروضه من قبل المجلس. وبالمثل في المجتمعات الأولى الأخرى، كانت الحكومة الفيدرالية المفروضه من جانب واحد من النظام الحكومى الهندى قد جعلت المجلس ورئيسه ومستشاريه يبذلون جهودهم لخدمة الشعوب
كان الزعيم ساكاتشاواى أول قائد للمجتمع عندما تم توقيع المعاهدة واراد التعليم للمجتمع.